# Huaquan
Nelle arti marziali cinesi esistono alcuni termini diversi che hanno questo nome.
Esso designa: 
- un'abbreviazione, utilizzata nell'area di Liangshan dello stile Meihuaquan in Huaquan (花拳, pugilato del fiore);
- alcuni stili di pugilato, cioè 华拳 (pugilato cinese o magnifico), 滑拳 (pugilato astuto o scivoloso) e 花拳 (pugilato del fiore, che non è il Meihuaquan di cui parlavamo sopra);

## Pugilato cinese o magnifico华拳
Questo stile è classificato come Changquan.
Il nome fa riferimento allo Huashan (华山, monte Hua) località da cui proveniva Cai Mao (蔡茂) un cavaliere errante che durante il regno di Kaiyuan della dinastia Tang, venne costretto a rifugiarsi a Rencheng (任城, odierna Jining) in Shandong. Egli eccelleva nel combattimento e nell'uso della spada e trasmise queste sue conoscenze all'interno della propria famiglia. Due suoi discendenti, Cai Tai (蔡泰) e Cai Gang (蔡刚), nei quattro secoli successivi svilupparono lo Huaquan attuale. Durante il regno di Jiajing (嘉靖) della dinastia Ming, un altro discendente, Cai Wanzhi (蔡挽之), scrisse il libro Huaquan mipu (华拳秘谱), basato sulla combinazione di Jing, Qi e Shen (精气神).
Durante il periodo della dinastia Qing, l'esponente di questo pugilato di particolare rilevanza fu Cai Guiqin (蔡桂勤) che studiò con Ding Yushan (丁玉山) e contribuì a tramandare lo stile in molte zone della Cina.
I Taolu più famosi di questo stile sono quelli descritti nei libri di Cai Longyun: Yilu huaquan (一路华拳); Erlu huaquan (二路华拳); Sanlu huaquan (三路华拳); Silu huaquan (四路华拳).

## Pugilato del fiore 花拳
Anche questo stile appartiene alla categoria Changquan e legato alla scuola shaolin (少林派).
Questo stile, secondo la leggenda, sarebbe stato tramandato da Gan Fengchi (甘凤他) nel Jiangsu e nello Zhejiang durante l'epoca della dinastia Qing. 
Questo stile è stato tramandato all'interno della famiglia Song (宋家).
I principali Taolu a mano nuda di questo stile sono: Ershisi shi (二十四式); Sanshiliu shou (三十六手); Wuxingquan (五行拳); Lianhuanquan (连环拳); Wulu duanda (五路短打).
Utilizza moltissime armi della tradizione marziale cinese, per esempio: dao; jian; qiang; gun.
Possiede numerosissimi Duilian sia a mano nuda che con armi che arrivano a coinvolgere fino a tre persone.

## Pugilato astuto o scivoloso 滑拳
Anche questo è un Changquan.
Questo stile deve il proprio nome al cognome del maestro che l'ha tramandato ed è strettamente legato al Chaquan.